# Aesch (Lucerna)
Aesch é uma comuna da Suíça, no Cantão Lucerna, com cerca de 949 habitantes. Estende-se por uma área de 5,80 km², de densidade populacional de 164 hab/km². Confina com as seguintes comunas: Altwis, Beinwil am See (AG), Beromünster, Fahrwangen (AG), Hämikon, Mosen, Schongau.
A língua oficial nesta comuna é o Alemão.